# Peleteria aldrichi
Peleteria aldrichi là một loài ruồi trong họ Tachinidae.